# St. Helena Cricket Association
Die St. Helena Cricket Association (SHCA; auch St Helena Cricket Association) ist der Cricket-Dachverband der Insel St. Helena, einem gleichberechtigten Teil des Britischen Überseegebietes St. Helena, Ascension und Tristan da Cunha. Der Verband ging 1958 aus dem bereits 1934 gegründeten St Helena Cricket Club hervor.
SHCA ist seit 2001 angeschlossenes Mitglied des International Cricket Council und Vollmitglied der Africa Cricket Association.
Cricket ist Nationalsport im Überseegebiet und soll seit mindestens 1844 dort gespielt werden. Die Liga (seit mindestens 1903 ausgetragen) und die Cricket-Nationalmannschaft von St. Helena werden vom Verband organisiert beziehungsweise aufgestellt. 2012 nahm die Nationalmannschaft erstmals an einem internationalen Turnier in Südafrika teil. Bei dem ICC-Africa-Twenty20-Division Three-Turnier wurden drei der sieben Spiele gewonnen.
Der Sport wird bereits in den Schulen gefördert. Wie alle anderen Sportarten wird Cricket auf St. Helena auf dem Sportgelände Francis Plain unweit der Schule Prince Andrew im Distrikt St. Paul’s gespielt.